# Corporaciones coloniales en el Río de la Plata
Las corporaciones coloniales en el Río de la Plata fueron un conjunto de cuerpos administrativo-políticos que formaban parte de la Monarquía española en su imperio americano. Las principales corporaciones eran el Cabildo colonial, los Consulados de Comerciantes, los Gremios de diferentes actividades económicas (azogueros, hacendados), la Iglesia regional, los diferentes cuerpos militares (regimientos y milicias) y los pueblos/reducciones de indios.

## La monarquía jurisdiccional y las corporaciones
Las diferentes líneas historiográficas han caracterizado el funcionamiento del imperio español durante el período colonial (1492-1810) como una Monarquía compuesta, un Estado colonial, o bien como una Monarquía jurisdiccional. Según esta última perspectiva, la autoridad del Rey se legitimaba por su papel de árbitro entre los diferentes cuerpos que formaban la organización política conocida como Monarquía. Era a través de estas organizaciones corporativas que los diferentes súbditos accedían a derechos y prerrogativas otorgadas por la figura real a cambio de diferentes servicios prestados a la Corona.

## El Río de la Plata
En la región del Río de la Plata, las principales corporaciones fueron los ayuntamientos de las principales ciudades (Cabildo de Buenos Aires, Santa Fe, Córdoba, Mendoza, Salta, entre otros) el Consulado de Comercio de Buenos Aires (fundado en 1794), el Gremio de Hacendados, los pueblos de indios reducidos (Baradero, Quilmes). 

## Los préstamos a la Corona a fines de la época colonial
Uno de los pilares del sistema político constituido por la Monarquía española consistía en la importancia de las corporaciones en el gobierno a través de la negociación de derechos y prerrogativas a cambio de servicios prestados a la Corona. De este modo, ciertas funciones propias de la Corona (como el cobro de impuestos, la defensa militar, la construcción de edificios, caminos, etc.) quedaban en realidad bajo potestad de corporaciones locales como el Cabildo, el Consulado de comercio, o los pueblos de indios. 
A fines del período colonial, y en particular luego de la Guerra de los Siete Años (1756-1763) las necesidades fiscales de la Corona española se volvieron urgentes. Esto motivó, entre otras herramientas de financiación, la entrega de préstamos y donativos por parte de estas corporaciones a la Corona y a la Real Hacienda del Rey. Los préstamos del Cabildo a la Real Hacienda de Buenos Aires fueron significativos durante los años 1800-1810.

### Préstamos del Cabildo de Buenos Aires a la Real Hacienda
|      | Monto   | Reintegrado al Cabildo | Adeudado por Real Hacienda |
| ---- | ------- | ---------------------- | -------------------------- |
| 1807 | 580.041 | 469.504                | 110.537                    |
| 1808 | 509.000 | 51.972                 | 567.565                    |
| 1809 | 0       | 274.310                | 293.255                    |
| 1810 | 0       | 0                      | 293.255                    |
| 1811 | 33.000  | 0                      | 293.255                    |

Paralelamente, el Consulado de Buenos Aires, creado en 1794, también colaboró con la Corona a través de la figura de los “donativos” cuya base residía en el cobro del “derecho de avería” que la corporación de comerciantes había sido habilitada a cobrar a quienes traficaban por el puerto rioplatense.

### Préstamos del Consulado de Buenos Aires a la Corona
| Año       | Monto   | Carácter         |
| --------- | ------- | ---------------- |
| 1793-1794 | 100.000 | Donativo         |
| 1799      | 100.000 | Empréstito al 5% |
| 1806      | 9.021   | Donativo         |
| 1806      | 102.000 | Empréstito       |